# Rumesnil
Rumesnil ist eine französische Gemeinde mit 88 Einwohnern (Stand 1. Januar 2022) im Département Calvados in der Region Normandie. Sie gehört zum Arrondissement Lisieux und zum Kanton Mézidon Vallée d’Auge. 
Sie grenzt im Nordwesten an Gerrots, im Norden an Beaufour-Druval, im Nordosten an Repentigny, im Osten an Léaupartie, im Südosten an Cambremer und im Südwesten an Victot-en-Auge. Das Gemeindegebiet wird im Süden vom Flüsschen Dorette durchquert.

## Bevölkerungsentwicklung
| Jahr      | 1962 | 1968 | 1975 | 1982 | 1990 | 1999 | 2008 | 2015 |
| --------- | ---- | ---- | ---- | ---- | ---- | ---- | ---- | ---- |
| Einwohner | 117  | 122  | 86   | 78   | 67   | 80   | 92   | 100  |

## Sehenswürdigkeiten

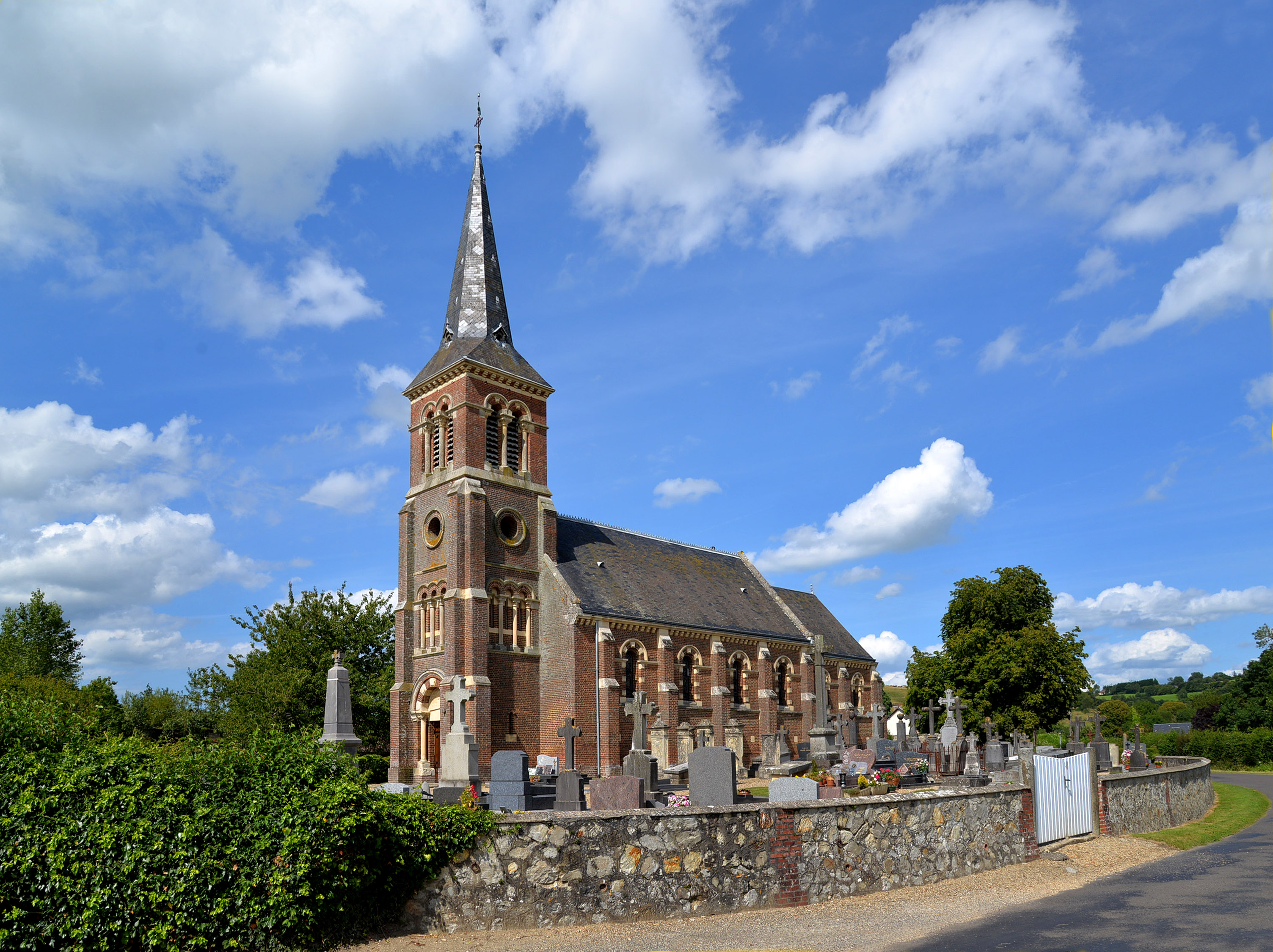
Kirche Saint-Pierre

- Kirche Saint-Pierre